# Insight
Insight, stiliserat som InSight, är en Marslandare som sköts upp den 5 maj 2018. Namnet är en akronym för "Interior Exploration using Seismic Investigations, Geodesy and Heat Transport". 

## Mål
Insights mål var att placera en stationär landare utrustad med en seismometer och en värmeöverföringssond på Marsytan för att studera planetens tidiga geologiska utveckling. Detta skulle kunna ge en ny förståelse för solsystemets inre planeter – Merkurius, Venus, jorden, Mars – och jordens måne.
Genom att återanvända teknik från Mars Phoenix Lander, som framgångsrikt landade på Mars 2008, förväntades kostnaden och risken minska.

## 2016–2018
På grund av ett fel på instrumentet SEIS (Seismic Experiment for Interior Structure), som inte kunde åtgärdas före den planerade uppskjutningen under 2016, meddelade NASA i december 2015 att uppskjutningen flyttades fram till maj 2018.
Den 26 november 2018 landade Insight på planeten Mars.